# Love + Fear
Love + Fear (gestileerd als LOVE + FEAR) (Nederlands: Liefde + Angst) is het vierde studioalbum van Welshe zangeres Marina Diamandis. Het is haar eerste album die niet meer onder haar artiestennaam 'Marina and the Diamonds' werd uitgegeven, maar onder de naam 'Marina' (gestileerd in hoofdletters). Het werd op 26 april 2019 in zijn volledigheid uitgebracht door Atlantic Records. Ter promotie van het album ging Diamandis op de Love + Fear-tournee.
Diamandis bracht op 13 september 2019 een ep uit met akoestische versies van enkele nummers van het album, onder de naam Love + Fear (Acoustic).

## Tracklist
Credits zijn afkomstig van Spotify.
| Love + Fear – Love   |                                             |                                                                                                  |                                        |      |
| Nr.                  | Titel                                       | Schrijver(s)                                                                                     | Producent(en)                          | Duur |
| 1.                   | Handmade Heaven                             | Marina Diamandis                                                                                 | Joel Little                            | 3:30 |
| 2.                   | Superstar                                   | Diamandis • Ben Berger • Ryan McMahon • Ryan Rabin                                               | Berger • McMahon • Rabin • Sam de Jong | 3:54 |
| 3.                   | Orange Trees                                | Diamandis • Erik Hassle • Jakob Jerlström • Oscar Görres                                         | Görres                                 | 3:08 |
| 4.                   | Baby (Clean Bandit met MARINA & Luis Fonsi) | Camille Purcelle • Jason Evigan • Jack Patterson • Luis Lopez-Cepero • Diamandis • Matthew Knott | Grace Chatto • Patterson • Mark Ralph  | 3:25 |
| 5.                   | Enjoy Your Life                             | Diamandis • Noonie Bao • Oscar Holter                                                            | Görres • Holter                        | 3:36 |
| 6.                   | True                                        | Diamandis • Bao • Görres • Holter                                                                | Görres                                 | 3:29 |
| 7.                   | To Be Human                                 | Diamandis                                                                                        | Little                                 | 4:06 |
| 8.                   | End of the Earth                            | Diamandis • James Flannigan • Joe Janiak                                                         | Flannigan                              | 3:41 |
| Totale lengte: 28:32 |                                             |                                                                                                  |                                        |      |
| Love + Fear – Fear   |                                             |                                                                                                  |                                        |      |
| 1.                   | Believe in Love                             | Diamandis • Görres                                                                               | Görres                                 | 3:33 |
| 2.                   | Life is Strange                             | Diamandis • Little                                                                               | Little                                 | 3:17 |
| 3.                   | You                                         | Diamandis • Patterson • Janiak                                                                   | de Jong                                | 3:32 |
| 4.                   | Karma                                       | Diamandis • Berger • McMahon • Rabin • Patterson                                                 | Patterson • Ralph                      | 3:24 |
| 5.                   | Emotional Machine                           | Diamandis • Caleb Nott • Georgia Nott • de Jong                                                  | de Jong                                | 3:16 |
| 6.                   | Too Afraid                                  | Diamandis • Justin Parker                                                                        | de Jong                                | 3:23 |
| 7.                   | No More Suckers                             | Diamandis • Alex Hope • Flannigan                                                                | Hope • Flannigan                       | 3:15 |
| 8.                   | Soft to Be Strong                           | Diamandis • Rick Nowels                                                                          | de Jong                                | 3:47 |
| Totale lengte: 27:27 |                                             |                                                                                                  |                                        |      |

## Tournee

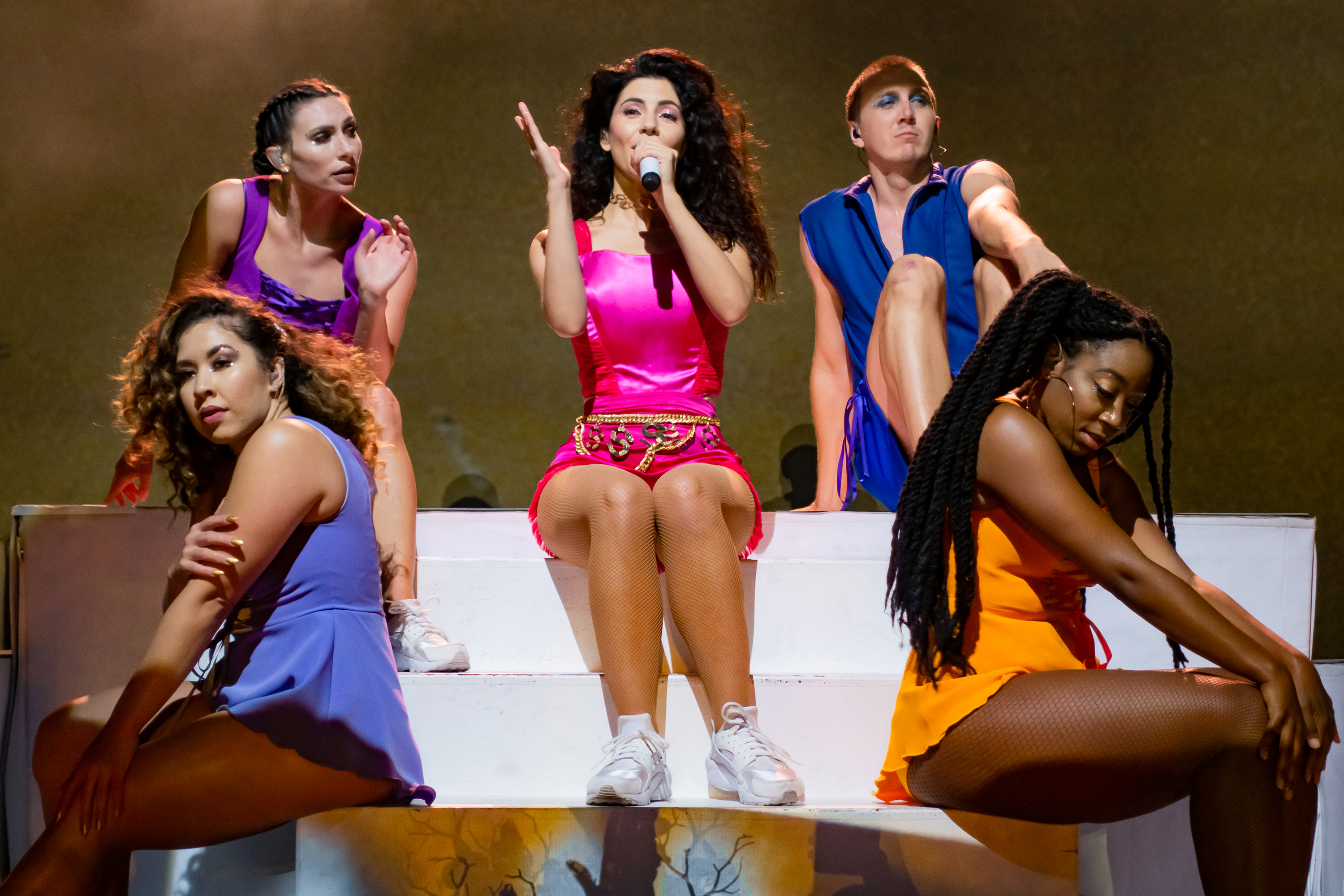
Diamandis en dansers tijdens het concert in Los Angeles

Tussen 29 april en 18 november 2019 was Diamandis te zien in de Love + Fear Tour, die reisde door Noord-Amerika en Europa.
| Datum               | Plaats              | Land                | Locatie                              | Voorprogramma       |
| Verenigd Koninkrijk | Verenigd Koninkrijk | Verenigd Koninkrijk | Verenigd Koninkrijk                  | Verenigd Koninkrijk |
| ------------------- | ------------------- | ------------------- | ------------------------------------ | ------------------- |
| 29 april 2019       | Newcastle           | Verenigd Koninkrijk | Newcastle O2 Academy                 | n.v.t.              |
| 30 april 2019       | Glasgow             | Verenigd Koninkrijk | O2 Academy Glasgow                   | n.v.t.              |
| 3 mei 2019          | Londen              | Verenigd Koninkrijk | Royal Albert Hall                    | Glowie              |
| 7 mei 2019          | Bournemouth         | Verenigd Koninkrijk | O2 Academy Bournemouth               | n.v.t.              |
| 9 mei 2019          | Birmingham          | Verenigd Koninkrijk | Birmingham O2 Academy                | n.v.t.              |
| 10 mei 2019         | Manchester          | Verenigd Koninkrijk | Manchester Apollo                    | n.v.t.              |
| Noord-Amerika       |                     |                     |                                      |                     |
| 26 mei 2019         | Boston              | Verenigde Staten    | Boston Calling                       | n.v.t.              |
| Europa              |                     |                     |                                      |                     |
| 4 juli 2019         | Gdynia              | Polen               | Open'er Festival                     | n.v.t.              |
| 6 juli 2019         | Roskilde            | Denemarken          | Roskilde Festival                    | n.v.t.              |
| 7 juli 2019         | Turku               | Finland             | Ruisrock                             | n.v.t.              |
| 12 juli 2019        | Madrid              | Spanje              | Mad Cool Festival                    | n.v.t.              |
| 13 juli 2019        | Oeiras              | Portugal            | NOS Alive Festival                   | n.v.t.              |
| 18 juli 2019        | Benicàssim          | Spanje              | Festival Internacional de Benicàssim | n.v.t.              |
| 20 juli 2019        | Suffolk             | Verenigd Koninkrijk | Latitude Festival                    | n.v.t.              |
| Noord-Amerika       |                     |                     |                                      |                     |
| 10 september 2019   | Toronto             | Canada              | Rebel Toronto                        | n.v.t.              |
| 11 september 2019   | Montréal            | Canada              | MTelus Montréal                      | n.v.t.              |
| 14 september 2019   | Philadelphia        | Verenigde Staten    | The Met Philadelphia                 | n.v.t.              |
| 16 september 2019   | New York            | Verenigde Staten    | Central Park Summerstage             | n.v.t.              |
| 18 september 2019   | Washington D.C.     | Verenigde Staten    | The Anthem                           | n.v.t.              |
| 20 september 2019   | Nashville           | Verenigde Staten    | Ryman Auditorium                     | n.v.t.              |
| 21 september 2019   | Atlanta             | Verenigde Staten    | Cola-Cola Roxy                       | n.v.t.              |
| 23 september 2019   | Chicago             | Verenigde Staten    | Aragon Ballroom                      | n.v.t.              |
| 24 september 2019   | Minneapolis         | Verenigde Staten    | Orpheum Theatre                      | n.v.t.              |
| 26 september 2019   | Houston             | Verenigde Staten    | Revention Music                      | n.v.t.              |
| 27 september 2019   | Dallas              | Verenigde Staten    | The Bomb Factory                     | n.v.t.              |
| 28 september 2019   | Austin              | Verenigde Staten    | Austin City Limits                   | n.v.t.              |
| 1 oktober 2019      | Salt Lake City      | Verenigde Staten    | The Union Event                      | n.v.t.              |
| 4 oktober 2019      | Los Angeles         | Verenigde Staten    | Greek Theatre                        | n.v.t.              |
| 5 oktober 2019      | San Francisco       | Verenigde Staten    | The Masonic                          | n.v.t.              |
| 7 oktober 2019      | Portland            | Verenigde Staten    | Arlene Schnitzer Hall                | n.v.t.              |
| 8 oktober 2019      | Seattle             | Verenigde Staten    | Paramount Theatre                    | n.v.t.              |
| 9 oktober 2019      | Vancouver           | Canada              | Orpheum Theatre                      | n.v.t.              |
| Europa              |                     |                     |                                      |                     |
| 28 oktober 2019     | Edinburgh           | Verenigd Koninkrijk | Usher Hall                           | Allie X             |
| 29 oktober 2019     | Manchester          | Verenigd Koninkrijk | O2 Apollo Manchester                 | Allie X             |
| 30 oktober 2019     | Dublin              | Ierland             | Olympia Theatre                      | Allie X             |
| 1 november 2019     | Cardiff             | Verenigd Koninkrijk | Motorpoint Arena                     | Allie X             |
| 4 november 2019     | Londen              | Verenigd Koninkrijk | Eventim Apollo                       | Allie X             |
| 5 november 2019     | Brighton            | Verenigd Koninkrijk | Brighton Centre                      | Allie X             |
| 8 november 2019     | Parijs              | Frankrijk           | Zénith de Paris                      | Allie X             |
| 10 november 2019    | Amsterdam           | Nederland           | Melkweg                              | Allie X             |
| 11 november 2019    | Tilburg             | Nederland           | 013                                  | Allie X             |
| 12 november 2019    | Antwerpen           | België              | Trix                                 | Allie X             |
| 14 november 2019    | Milaan              | Italië              | Fabrique                             | Allie X             |
| 16 november 2019    | Athene              | Griekenland         | Piraeus 117 Academy                  | Allie X             |
| 18 november 2019    | Madrid              | Spanje              | La Riviera                           | Allie X             |